# Parque nacional de Rajaji
El parque nacional de Rajaji es un parque nacional y reserva del tigre de la India, dentro del estado de Uttarakhand. Abarca los Siwalik, cerca de las estribaciones del Himalaya. Se extiende por más de 820 km²., y tres distritos de Uttarakhand: Haridwar, Dehradun y Pauri Garhwal. En 1983, tres santuarios de animales en la zona, principalmente, los santuarios de Chilla, Motichur y Rajaji fueron fusionados en uno.
El parque nacional de Rajaji recibe su nombre de Chakravarti Rajagopalachari (Rajaji), un destacado líder de la Lucha por la Libertad, el segundo y último Gobernador general de la India independiente y uno de los primeros receptores de la más destacada distinción civil, el premio Bharat Ratna (en 1954).

## Flora
El parque nacional de Rajaji se encuentra entre las sierras de Siwalik y la llanura Indo-Gangéticas. Bosques caducifolios, vegetación de ribera, matorral, praderas y bosques de pino forman la flora en este parque. Las junglas densas aquí son el hogar de una vida salvaje vivaz. La variada topografía del parque nacional es también responsable para la vívida calculadora animal que habita aquí. El sotobosque es ligero y a menudo ausente, formado de "rohini" (Mallotus philippensis), caña fístula, sisu, sal o sala, Butea monosperma, Terminalia arjuna, catechu, "baans" (Dendrocalamus strictus), algodonero rojo, "sandan" (Desmodium oojeinense), Ehretia, grosellero de la India, falsa caoba, ciruela india, etc.

## Fauna
El parque nacional de Rajaji está formado predominantemente por densas junglas verdes, y este entorno forma un hábitat para una serie de animales. El parque es el límite noroeste de distribución tanto para los elefantes como los tigres en la India. El parque es famoso sobre todo por sus elefantes. La cabra de montaña, el goral es otro destacado residente. Está confinado principalmente a las laderas inclinadas cubiertas de pinos. Además de los paquidermos y las cabras, se pueden encontrar manadas de chitales, a veces de hasta 250. El sambar, el muntíaco, el ciervo porcino, el nilgó, los jabalíes y los osos perezosos también habitan en estos bosques aunque pueden no ser fácil de ver por los visitantes. El macaco Rhesus y el langur común son bastante habituales aquí. Los tigres y los leopardos son los principales depredadores en Rajaji. El gato de Bengala, gato de la jungla, civeta y marta de garganta amarilla son otros carnívoros. Mamíferos como la hiena, chacal y el zorro de Bengala buscan comida en el parque. El oso tibetano aunque es poco común, puede verse en las partes más altas del parque. Otros animales salvajes que se encuentran en el parque incluyen:
Más de 2 especies de aves se encuentran en el parque, mientras que la región más amplia abarca hasta 4 especies de aves, incluyendo tanto residentes como aves migratorias. La especie más destacada incluiría pavos reales, buitres, pícidas, faisanes, martines pescadores y barbudos asiáticos, complementados por otrs especies migratorias durante los meses de invierno. El parque es también el hogar del cálao bicorne, martín pescador pío y el suimanga colafuego. Esta zona es la primera etapa cuando las aves migratorias, después de cruzar el Himalaya, llegan al subcontinente indio.[cita requerida]
Los ríos que fluyen por el parque albergan especies de peces como la trucha y ciprínidos.